# Ачимпонг, Джемма
Джемма Ачимпонг (англ. Gemma Acheampong; род. 13 февраля 1993, Уотербери) — ганско-американская легкоатлетка, специалистка по бегу на короткие дистанции. Выступала на профессиональном уровне в 2011—2021 годах, обладательница серебряной медали Африканских игр, серебряный и бронзовый призёр чемпионатов Африки, участница летних Олимпийских игр в Рио-де-Жанейро.

## Биография
Джемма Ачимпонг родилась 13 февраля 1993 года в городе Уотербери, штат Коннектикут. Имеет ганские корни.
Занималась лёгкой атлетикой в Бостонском университете, в 2011—2014 годах состояла в местной легкоатлетической команде Boston Terriers, неоднократно принимала участие в различных студенческих соревнованиях в США. Окончила университет в 2015 году, получив степень в области английского языка.
Впервые заявила о себе на международном уровне в сезоне 2014 года, когда вошла в состав ганской сборной и выступила на Играх Содружества в Глазго, где бежала 200 метров и эстафету 4 × 100 метров. Также в этом сезоне стартовала на чемпионате Африки в Марракеше, став шестой в беге на 100 метров и третьей в эстафете 4 × 100 метров.
В 2015 году на Африканских играх в Браззавиле дошла до полуфинала в индивидуальном беге на 100 метров и вместе с соотечественницами завоевала серебряную награду в эстафете 4 × 100 метров.
На чемпионате Африки 2016 года в Дурбане была шестой дисциплине 100 метров и второй в эстафете 4 × 100 метров. Благодаря череде удачных выступлений удостоилась права защищать честь страны на летних Олимпийских играх в Рио-де-Жанейро — на предварительном квалификационном этапе эстафеты 4 × 100 метров их команда показала время 43,27, чего оказалось недостаточно для выхода в финальную стадию соревнований.
После Олимпиады в Рио Ачимпонг осталась действующей спортсменкой и продолжила принимать участие в крупнейших легкоатлетических стартах. Так, в 2017 году она бежала эстафету 4 × 100 метров на чемпионате мира в Лондоне, в финал не вышла.
В 2018 году на Играх Содружества в Голд-Косте дошла до полуфинала в беге на 100 метров и стала пятой в эстафете 4 × 100 метров.
В 2019 году заняла седьмое место на чемпионате мира по легкоатлетическим эстафетам в Иокогаме, бежала 100 метров и эстафету на Африканских играх в Рабате, выступила в эстафете 4 × 100 метров на чемпионате мира в Дохе.
В 2021 году принимала участие в чемпионате мира по легкоатлетическим эстафетам в Хожуве.